# سیدی اعمر الحاضی
سیدی اعمر الحاضی (به فرانسوی: Sidi Ameur Al Hadi) یک شهرک در مراکش است که در استان سیدی قاسم واقع شده‌است. سیدی اعمر الحاضی ۱۱٬۸۶۸ نفر جمعیت دارد.